# Pietro il Grande (film 1937)
Pietro il Grande (Пётр Первый I, Pёtr Pervyj I) è un film del 1937 diretto da Vladimir Michajlovič Petrov. Nel 1938 ci fu un seguito del film, Orizzonte di gloria (Pёtr Pervyj II).

## Trama
La storia dell'epoca dello zar Pietro I di Russia, che intende modernizzare la Russia sul modello occidentale; dopo decisive battaglie, incontra l'ostilità dei secolari proprietari terrieri, i boiardi, che organizzano una congiura contro di lui. Il popolo segue tuttavia lo zar nel progetto di una nuova città affacciata sul mare, San Pietroburgo.